# 圣梅达尔德普雷斯克
圣梅达尔-德普雷斯克（法語：Saint-Médard-de-Presque，法語發音：[sɛ̃ medaʁ də pʁɛsk]）是法国洛特省的一个市镇，属于菲雅克区。

## 地理
圣梅达尔-德普雷斯克（44°51'48"N, 1°50'49"E）面积5.29 平方千米，位于法国奧克西塔尼大區洛特省，该省份为法国西南部内陆省份，北起顺时针与科雷兹省、康塔爾省、阿韦龙省、塔恩-加龙省、洛特-加龍省和多尔多涅省接壤。
与圣梅达尔-德普雷斯克接壤的市镇（或旧市镇、城区）包括：欧图瓦尔、圣让莱斯皮纳斯、圣米歇尔卢贝茹、圣让拉日内斯特。
圣梅达尔-德普雷斯克的时区为UTC+01:00、UTC+02:00（夏令时）。

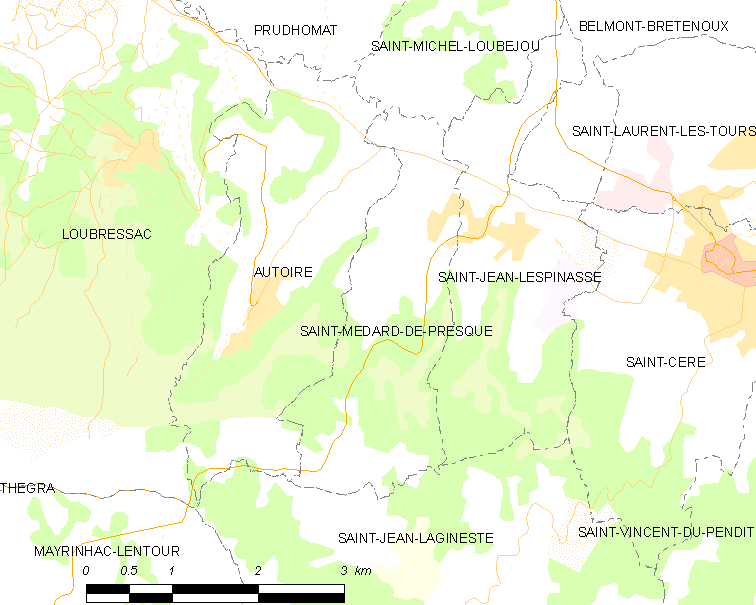
圣梅达尔-德普雷斯克的OSM定位图

## 行政
圣梅达尔-德普雷斯克的邮政编码为46400，INSEE市镇编码为46281。

## 政治
圣梅达尔-德普雷斯克所属的省级选区为圣塞雷县。

## 人口

1962-2008年间圣梅达尔-德普雷斯克人口变化图示

圣梅达尔-德普雷斯克于2022年1月1日时的人口数量为201人。